# Birger Carlberg
Birger Carlberg, född 25 mars 1640 i Karlstad i Göteborgs stift, död 1683, var en svensk kyrkoherde och psalmförfattare.

## Biografi
Birger Carlberg var son till brukspatronen Johan Börjesson Carlberg och Kristina Olofsdotter Spak, och bror till biskopen Johan Carlberg. Efter avslutade studier i Uppsala började Carlberg arbeta som "hovpredikant" hos rikskanslern Magnus Gabriel de la Gardie. År 1671 blev han kyrkoherde i Ölme härad och 1675 även i Kristinehamn. Hans makas halvbror generalinspektoren över småtullarna Crispin Flygge avled 1673 i ett barnlöst äktenskap, men sju månader senare födde änkan Sigrid Flygge ett barn. Carlberg anklagade henne, tillsammans med några andra släktingar, och krävde att hon skulle bevisa att barnet inte var någon annans. Eftersom han inte hade några bevis som kunde styrka anklagelsen, och eftersom han överklagade Hovrättens friande utslag på ett sådant sätt att det ansågs kränka rättens och rikets majestät, så dömdes han 1682 till dödsstraff, men fick genom kunglig nåd dödsstraffet omvandlat till förlust av ära och ämbete samt böter på 2000 daler. Han blev sjuk och avled hos sin bror i Göteborg 1683. Precis före sin död författade han psalmen Den vedervärdighet, som mig eländan trycker. För att jordfästningen skulle kunna ske på sedvanligt sätt utverkade brodern hos kungen att den avlidne återfick äran, och läste därefter över kistan: "Till jord skall du, min ärlige Broder, blifva igen." 
Gift med:
- 1) Anna Gudmundsdotter Nordberg, halvsyster till ovan nämnda Krispin Flygge;
- 2) Birgitta Henriksdotter Schröder.

## Psalmer
- Den wederwärdighet, som mig eländan trycker en ursprungligen nio verser lång psalm, nr 293 i 1695 års psalmbok, nr 238 i 1819 års psalmbok och nr 368 i 1937 års psalmbok. Finns på Wikisource.